# Terpiłówka
Terpiłówka (ukr. Терпилівка) – wieś na Ukrainie w rejonie tarnopolskim należącym do obwodu tarnopolskiego.
W II Rzeczypospolitej wieś w powiecie zbaraskim województwa tarnopolskiego.
W 1944 nacjonaliści ukraińscy z OUN-UPA zamordowali tutaj 12 Polaków.
Do 2020 w rejonie podwołoczyskim.